# الدر اسکورولز ۲: دگرفال
الدر اسکورولز ۲: دگرفال (به انگلیسی: The Elder Scrolls II: Daggerfall) یک بازی ویدئویی به سبک نقش‌آفرینی اکشن است که توسط بتزدا سافت‌ورکز در سال ۱۹۹۶ برای ام‌اس-داس ساخته و منتشر شده‌است. این دومین قسمت در مجموعه بازی‌های الدر اسکورولز و دنبالهٔ الدر اسکورولز: آرینا می‌باشد. دگرفال به مناسبت پانزدهمین سالگرد مجموعه الدر اسکورولز، توسط بتزدا به طور رایگان در وب‌گاه رسمی برای دانلود قرار گرفت.